# Mohammed Omer
 (octobre 2011).
Mohammed Omer (né le 1984) est un journaliste palestinien. Il a écrit pour de nombreux médias, y compris : le Washington Report on Middle East Affairs, Al Jazeera, New Statesman, Pacifica Radio, Electronic Intifada, The Nation, Inter Press Service, Nouvelles gratuit Speech Radio; Vermont Guardian ; ArtVoice hebdomadaire, le norvégien Morgenbladet et Dagsavisen ;
suédois Dagen Nyheter quotidiens, et Aftonbladet, le magazine suédois Arbetaren ; le quotidien basque Berria et le quotidien allemand Junge Welt, et le magazine Terminer Ny Tid. Il a également fondé le blog Rafah Today.

## Prix
En 2008, Omer a reçu un Martha Gellhorn pour le journalisme. Dans la citation du prix, Omer a été honoré comme "la voix des sans voix" et ses rapports ont été décrits comme un "dossier humanitaire de l'injustice imposée à une communauté oubliée par beaucoup de monde.". Noam Chomsky a dit qu'il avait suivi les travaux d'Omer pendant plusieurs années, et a été heureux d'apprendre sa récompense, "un honneur qu'il mérite amplement." Il a ensuite dit qu'il "... a continué son travail avec courage et intégrité. Il n'est pas exagéré de dire qu'il peut servir de modèle de journalisme honorable". Il a également reçu le Prix PEN de Norvège par Ossietzky en 2009. PEN de Norvège est une branche de PEN International. Le Prix a été décerné pour "accomplissements exceptionnels dans le domaine de la liberté". Il a également reçu une mention honorable dans Pulse Media Top 20 des personnalités des médias mondiaux de 2009.
- "Meilleure voix des jeunes" (2006)[19].
- Prix Martha Gellhorn pour le journalisme (2008)[20]
- Prix Ossietzky (2009) [21]
- Liberté de la presse du Prix (2009) [22]

## Contexte
Omer a été élevé dans le camp de réfugiés de Rafah à l'extrémité sud de la Bande de Gaza près de la  frontière égyptienne. Mohammed a commencé à travailler pour aider sa famille à l'âge de six ans quand son père était dans une prison israélienne. Dans le temps, il décroche un emploi dans une usine et depuis lors, a construit un CV impressionnant en tant que traducteur, journaliste et coordinateur du programme.
Mohammed a obtenu un baccalauréat double, en anglais et de littérature, de l'Université islamique de Gaza en juin 2006.

## Incidents
Restrictions imposées par Israël ont parfois cessé de voyager à lui de la Cisjordanie.
En 2008, lors d'un voyage de retour à la Bande de Gaza via le pont Allenby à la Cisjordanie, Omer a rapporté qu'il a été dépouillé de ses vêtements, humiliés et battus par des soldats israéliens lors d'un voyage en Cisjordanie de la Jordanie. Selon un rapport des Nations unies, Mohammed Omer est convaincu que l'agression brutale s'est produite lorsque les services de sécurité ont été frustrées par leur incapacité à confisquer l'argent qu'il avait reçu.
Il a ensuite été hospitalisée à son retour à Gaza, où on a découvert que Omer avait subi plusieurs côtes cassées et de contusions diverses corporelles à la suite de l'épreuve,. Le gouvernement des Pays-Bas, qui avait envoyé un diplomate accueillir Omer et l'accompagner à Gaza, a déposé une protestation officielle avec Israël au sujet de mauvais traitements Omer. Le bureau de presse du gouvernement d'Israël a déclaré dans un communiqué que Omer n'a jamais été soumis à des sévices physiques ou mentaux. Il a dit que son compte était plein de contradictions et était "sans fondement".